# Hổ phù
Hổ phù (Hán văn: 虎符) là một tín vật của nhà binh.

## Lịch sử
Hổ phù được hiểu nôm na là cái bùa hình con hổ, vì là tín vật của các thống soái nên còn có tên gọi khác là binh phù (兵符). Lịch sử của hổ phù khởi nguyên từ thời Tây Chu, đó là khối kim loại nhỏ bằng bàn tay tạo tác hình con hổ nằm phục, thường bằng đồng đen, hi hữu mới có vàng hoặc bạc, trên lưng hổ còn có thể khắc chữ. Thứ nghi trượng này được sử dụng như sau: Dọc sống lưng xẻ hổ làm đôi, nửa phải do vua giữ và nửa trái trao cho tướng lĩnh mệnh đi tham chiến; nếu không có hổ phù thì thống soái không có quyền điều binh khiển tướng. Bởi phẩm chất quan trọng đó, đã có không ít trường hợp bại trận chỉ vì đánh mất hổ phù.
Thoại kịch Hổ phù (虎符) là tác phẩm văn chương đầu tay được tác gia Quách Mạt Nhược khởi thảo vào năm 1942 và chính thức thủ diễn năm 1943, nghĩa là ở những năm cuối cùng của thời đại hoàng kim văn nghệ Thượng Hải. Nhưng chừng như cũng giống số phận Lôi vũ, Nhật xuất, Bắc Kinh nhân... mà Hổ phù sớm chìm vào quên lãng ở Trung Hoa đại lục (nơi mà vốn chuộng ca kịch hơn), và hóa ra trở nên rất phổ biến trên kịch trường Việt Nam, đặc biệt là miền Bắc. Riêng trường hợp Hổ phù còn được dựng lại thành tuồng cổ, tuồng cải lương và chèo. Có lần vào cuối thập niên 1990, chương trình Sân Khấu VTV1 cũng chiếu thoại kịch này do Nhà hát Kịch Việt Nam diễn, vở này cũng vừa giành huy chương vàng hội diễn sân khấu toàn quốc năm đó.
Theo truyền thuyết, hồi tản cư ở thủ đô kháng chiến Trùng Khánh, căn gác trọ của Quách Mạt Nhược - lúc ấy có công việc chính là dịch sách và soạn chuyên luận - ở kế bên một dãy phố buôn đồ cổ, nên những khi rảnh ông thường ra ngắm. Một hôm, Đỉnh Đường tiên sinh bắt gặp hai mảnh đồng đen đẽo hình hổ, mặt ngoài có chữ đại triện Tần Dương Lăng hổ phù (秦阳陵虎符), nhưng đương thời không ai biết nghĩa gì. Ông hỏi giá, người bán đáp "10 tệ" ; đận ấy vì chiến sự leo thang nên vật giá đang lạm phát rất cao, vậy nên 10 tệ có thể đổi lấy 100 kí gạo. Thế nhưng vì thị hiếu nghiên cứu văn hiến cổ truyền, Quách Mạt Nhược vẫn nghiến răng mua. Cũng vì giai đoạn này vùng trung lưu Hoàng Hà chịu hạn nặng nên dân chết đói kể đến hàng vạn, những kẻ sống sót phải di tản nhanh về Tây Vực vốn cũng cằn cỗi chẳng kém, cũng là để tránh tai họa chiến tranh. Giới gian thương Thiểm Tây, Tứ Xuyên, Vân Nam cũng tung ra "vốn tự có" không chỉ lương thực mà cả cổ vật, treo cái giá cắt cổ để kiếm lời trên xương máu đồng bào. Nhưng cũng nhờ thế, nhiều di vật cổ đại mới có cơ hội ra khỏi vùng tối lịch sử.

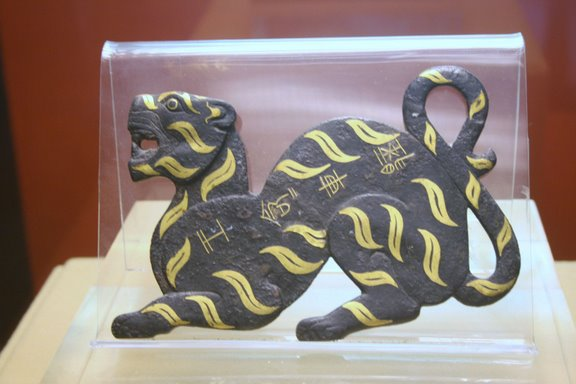
Hổ phù ở lăng mộ Triệu Văn vương.

Theo dật sự, chiếc bùa hình hổ nằm trong số tín vật Tần Thủy Hoàng cho làm hàng trăm cái phát cho tướng lĩnh, về sau các bại tướng đem dâng Hán vương Lưu Bang để chuộc tính mạng. Khi chính phủ cộng hòa nhân dân thành lập, các đoàn khảo cổ cũng khai quật được thêm nhiều di vật tương tự, còn chiếc bùa họ Quách được hiến cho quốc lập bác vật quán bảo tồn. Ngày nay, chiếc hổ phù này thường được coi là nguồn cội vở thoại kịch. Vậy hổ phù là cái gì ? Từ triều Tây Châu do giặc cướp nổi lên như ong, nên nhà vua sai làm cái bùa hình hổ bằng đồng. Thông lệ, hổ phù hoặc binh phù là tín vật của vua và tượng trưng cho quyền lực nhà vua, nên hễ người nào được vua ban thì có thể tùy nghi điều binh khiển tướng ở nơi xa. Cũng vì thế nên đôi lúc có truyện, hàng quân tan vỡ vì tướng cầm đầu đánh rơi hổ phù. Lịch sử hồ phù có nhẽ kết thúc ở triều Tống, sau này triều Nguyên là ngoại tộc lên thì không tiếp thu lệ ấy nữa, nên nó chỉ còn là kí ức trong thư tịch và cũng rất ít người biết. Chiếc hổ phù được coi đẹp nhất là ở di chỉ lăng Văn Vương nhà Triệu nước Nam Việt. Trước đây tỉnh Thái Bình có địa danh Phù Ngự (符御村), xưa là thái ấp quan thái sư Trần Thủ Độ, cửa lăng có làm con hổ bằng đá mà đuôi thì vuông, kì thực cũng chỉ là mô phỏng hổ phù, với cái ý rằng ông làm quan đầu triều và trên ông chỉ có vua mà thôi. Cũng nói thêm, thời Tống còn chế ra ngư phù hay còn gọi ngư đại, vốn là tín vật bằng gỗ buộc chỉ thao bên hông các quan lớn, ngư phù càng to đẹp thì chức vụ càng cao. Các quan An Nam khi đi sứ nước Tống thường khoe ngư phù xi vàng khiến ai nấy trầm trồ, duy rằng vì lối ăn chơi xa hoa đó mà về sau văn hiến Lý-Trần suy vong. Nhưng đó là lịch sử... Tác gia Quách Mạt Nhược dựa theo một điển tích trong Sử kí (史記•魏公子列傳), kể về sự đời Tín Lăng quân nước Ngụy - một trong Chiến Quốc tứ công tử. Mà ở trong ca kịch cổ điển, truyện Tín Lăng quân thường được gọi Thiết phù cứu Triệu (竊符救趙). Nhân vật Tín Lăng thoát li lịch sử để trở nên hình tượng hóa tín nghĩa, cho nên sự kiện Hàm Đan chi chiến cũng không nhất thiết nội hàm lịch sử gì nữa mà chỉ là cái cớ để phát huy cá tính mà thôi.

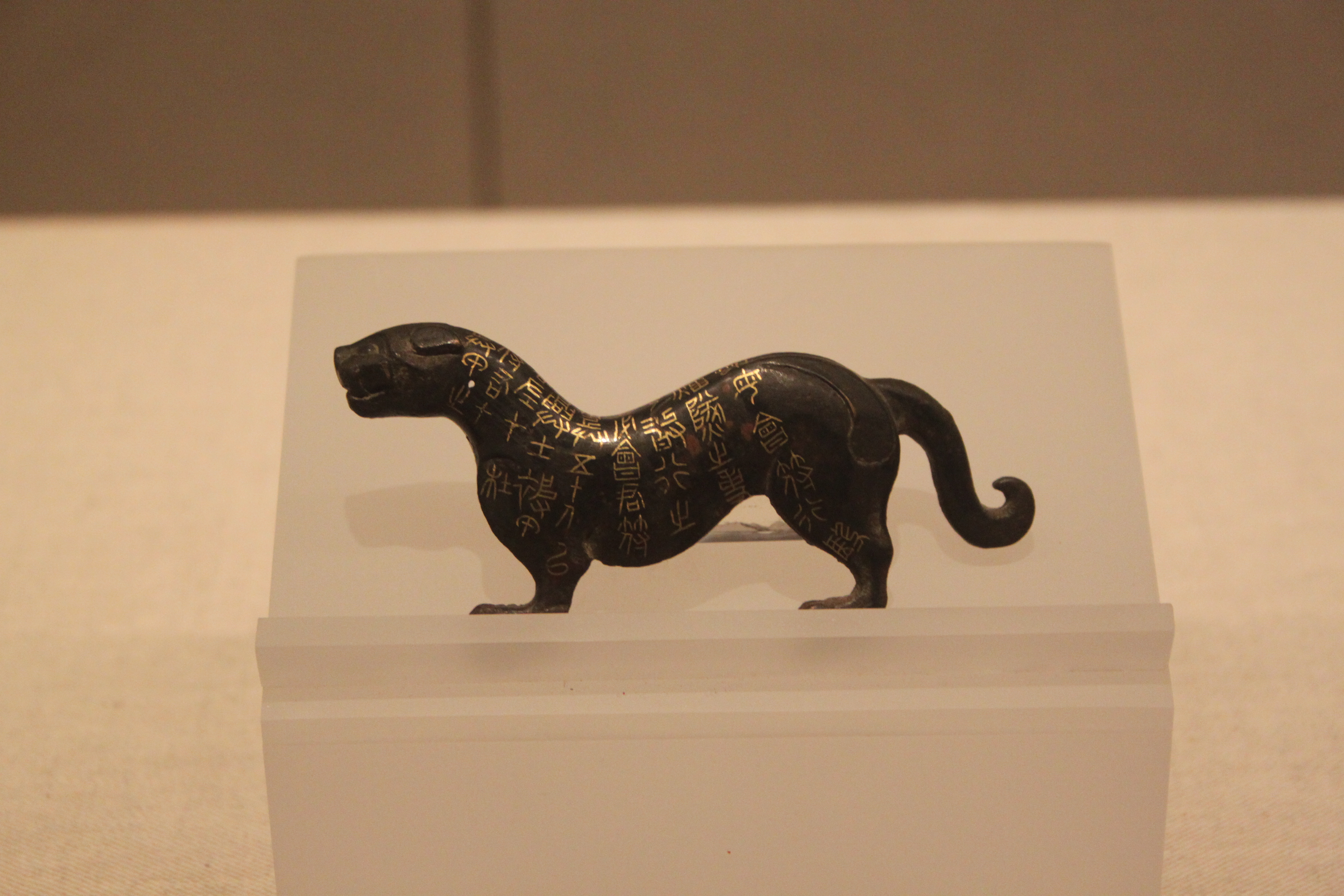
Chiếc hổ phù 10 tệ của Đình Đường tiên sinh.

Nguyên rằng, năm đó quân Tần vây kinh sư Hàm Đan, Bình Nguyên quân nước Triệu (tỉ trượng Tín Lăng) xin Ngụy ra quân cứu viện. Ngụy An Ly vương (bào huynh Tín Lăng) mới đầu sai tướng Tấn Bỉ sang giúp, nhưng vừa đến biên thùy thì Tần sứ dọa xua quân sang đánh nốt nước Ngụy. Tấn Bỉ sợ nên án binh bất động. Sau đó Sở Khảo Liệt vương theo hợp tung cũng sai Xuân Thân quân đi, nhưng cũng bị Tần dọa, phải nằm yên ở ngả ba đường. Bình Nguyên quân lần này liều nhờ Tín Lăng quân, dù chẳng còn mấy hi vọng. Tín Lăng cùng hào sĩ giục Ngụy vương, song An Ly cả sợ nên cũng không đá động. Cuối cùng, Tín Lăng quân lập mưu ám sát đại tướng Tấn Bỉ, đem binh phù đi giải vây cho nước Triệu. Ở sát chân thành Hàm Đan, đạo quân Tần dưới trướng tướng Vương Lăng bị liên quân Ngụy-Sở-Triệu đánh tan tác. Tín Lăng quân tự bấy được biệt đãi ở Triệu còn hơn nước Ngụy, đến thời Hán Cao Tổ còn lập bài vị thờ ông làm thượng đẳng phúc thần.
Thập niên 1930-40, thiên tai và cả họa xâm lăng của quân Nhật khiến Trung Hoa hoàn toàn tan rã. Nhưng trong lúc đó giữa người Trung Hoa với nhau vẫn đầy hiềm khích, tiếng là đoàn kết kháng Nhật cứu quốc nhưng thực ra vẫn ngầm triệt hạ nhau, như là hình tượng lục quốc dù đã hợp tung nhưng khi gặp tai họa thì bo bo giữ thân mà thôi. Thế cho nên, chí ít kịch phẩm này cũng là sự đả kích thói quen đọc văn chương cổ điển để giải sầu rất thịnh hành ở Á Đông, trong khi chẳng áp dụng được chút nào vào thực tế quanh mình, tóm lại là quen thói tầm chương trích cú mà chẳng hiểu gì.

## Phong hóa
- Hổ phù được xác thực là nguồn gốc của chữ "phù hợp" (符合).
- Quần thể lăng Thái sư Trần Thủ Độ ở thôn Ngừ[8][9] (nguyên danh : Phù Ngự / 符御村) có một pho tượng hổ bằng đá còn vẹn nguyên dù lăng đã hỏng nát.

## Liên kết
- 《史记·魏公子列传》
- 阳陵，秦代郡名，即今陕西高陵县。